# Ahigal de los Aceiteros
Ahigal de los Aceiteros település Spanyolországban, Salamanca tartományban. Ahigal de los Aceiteros Sobradillo, La Redonda, San Felices de los Gallegos, Puerto Seguro és Figueira de Castelo Rodrigo községekkel határos. Lakosainak száma 88 fő (2024).

## Népesség
A település népessége az elmúlt években az alábbi módon változott:
| Lakosok száma | 201  | 170  | 161  | 159  | 138  | 143  | 126  | 114  | 101  | 88   |
|               | 2001 | 2004 | 2007 | 2009 | 2012 | 2014 | 2017 | 2019 | 2022 | 2024 |